# Kleinste strandloper
De kleinste strandloper (Calidris minutilla) is een vogel uit de familie van snipachtigen (Scolopacidae).

## Verspreiding en leefgebied
Deze soort broedt in Alaska en noordelijk Canada en overwintert in zuidelijk Zuid-Amerika en de Hawaïaanse eilanden.